# سیارک ۵۰۴۷
سیارک ۵۰۴۷ (به انگلیسی: 5047 Zanda، نامگذاری:1981EO42) پنج هزار و چهل و هفتمین سیارک کشف شده‌است که در ۲ مارس ۱۹۸۱ کشف شد.
قدر مطلق سیارک برابر ۱۳٫۸۰ است.